# SN 2005lo
SN 2005lo – supernowa typu Ia odkryta 24 listopada 2005 roku w galaktyce A003711-0112. W momencie odkrycia miała maksymalną jasność 21,90m.